# Hansrudi Wäscher

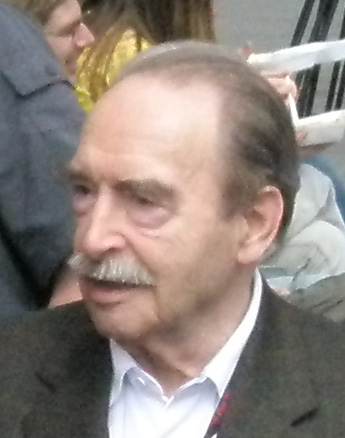
Hansrudi Wäscher in Erlangen (2008)

Hansrudi Wäscher (* 5. April 1928 in St. Gallen, Schweiz; † 7. Januar 2016 in Freiburg im Breisgau) war ein deutscher Comiczeichner und Comicautor.

## Leben

### Herkunft und Ausbildung
Wäscher war Sohn eines Deutschen und einer Schweizerin, die mit der Heirat ebenfalls die deutsche Staatsangehörigkeit annahm. Seine ersten Lebensjahre verbrachte Wäscher in der deutschsprachigen Schweiz. Danach zog er mit seinen Eltern nach Lugano, wo er zum ersten Mal mit Comics in Berührung kam.
Nach dem Umzug nach Hannover 1940 begann Wäscher nach Abschluss der Mittleren Reife eine Lehre als „Gebrauchswerber“ beim Bekleidungshaus Sältzer. Er war im Gebäude, als das Kaufhaus während der Luftangriffe auf Hannover ein Opfer der Fliegerbomben wurde. Wäschers Mentor jener Jahre wurde der Berufsschullehrer Henry Ostfeld. Wäscher studierte dann aber sieben Semester Gebrauchsgrafik an der hannoverschen Werkkunstschule. In dieser Zeit zeichnete er für die Stadt Hannover ein Heftchen zur Verkehrserziehung mit dem Titel „Der Herr Boll“.

### Arbeit als Comiczeichner 1953 bis 1968
Von 1953 bis 1968 schuf Hansrudi Wäscher insgesamt 1124 Piccolo-Hefte, 405 Großbände und 44 Kolibri-Hefte – jeweils Innenteil und Titelbild (Ausnahme: Falk Piccolo 2. Serie, bei der die Titelbilder einer Seite im Innenteil entsprechen) sowie 53 Zeitungsseiten für „Harry, die bunte Jugendzeitung“.  Für Nachdrucke seiner Serien und Comics anderer Autoren zeichnete er in dieser Zeit außerdem 537 neue Großband-Titelbilder und 365 neue Piccolo-Titelbilder.

#### Sigurd, Akim, Nick, Tibor, Falk
Während der 1950er Jahre arbeitete Wäscher für den Walter Lehning Verlag und schuf dort seine bekanntesten Comics: Sigurd, Falk, Tibor, Nick und andere, die überwiegend im Piccolo-Format (schmale Hefte im Querformat) erschienen und Auflagen bis zu einer Million Stück erlebten. Er führte auch die Serie Akim des italienischen Zeichners Augusto Pedrazza mit 196 Piccolo-Heften fort. Die Sigurd-Piccolo-Serie erschien bis 1960 mit insgesamt 324 Heften und erlebte ab 1958 eine Neuauflage (mit Auslassungen) mit 124 Heften im Großformat, die dann bis zur Nummer 257 mit neuen Abenteuern von Wäscher weitergezeichnet wurde. Später erschien auch ein Sigurd-Abenteuer als Hörspiel. In den 1960er Jahren waren die Hefte auch beliebte Einlagen in sogenannten Wundertüten. Der erste Band der Sigurd-Großband-Serie wird im Comic-Preiskatalog mit 600.- bis 5000.- EUR angegeben, je nach Zustand. Auch andere Wäscher-Hefte erzielen teilweise hohe Preise. 2011 erschienen die Sigurd-Piccolo-Hefte als E-Book.

#### Titanus, Gert
1955 erschienen von Wäscher im Titanus-Verlag zwei Hefte in der Science-Fiction-Serie Titanus und bei Lehning die Serie Gert, die allerdings nach 24 Ausgaben wieder eingestellt wurde. Von 1956 bis 1959 setzte Wäscher die Akim-Serie seines italienischen Kollegen Pedrazza mit Akim – Neue Abenteuer fort, die es auf insgesamt 196 Hefte brachte. Nach Akim, der Anleihen an Tarzan aufwies, zeichnete Wäscher in den 1960er Jahren die Dschungelabenteuer des Helden Tibor in 187 Piccolo-Heften, die später ebenfalls im Großformat nachgedruckt wurden. Zur gleichen Zeit arbeitete er an neuen Ritterabenteuern um den Helden Falk, von denen 164 Hefte bis 1963 erschienen. Auch Falk erlebte als Großbände eine Wiederauflage, um dann mit neuen Abenteuern ab der Nummer 86 bis zur Nummer 119 1967 zu einem Ende mit Abschluss geführt zu werden.

#### Roy Stark
1967 begann Wäscher eine neue Großbandserie für den Lehning-Verlag mit dem Titel Roy Stark, von der 18 Bände erschienen. Kurz vor der Schließung des Verlages ließ Lehning Falk noch einmal mit neuen Abenteuern aufleben; die Serie wurde jedoch mitten in einer laufenden Geschichte mit Heft 17 abgebrochen.

### Ab den 1980er Jahren
Wäscher, von seinen Fans liebevoll „Der Meister“ genannt, arbeitete ab Mitte der 1980er Jahre fast nur noch für den Norbert Hethke Verlag, der sich auf die Herausgabe nostalgischer Comic-Serien spezialisiert hatte. Dort erschienen alle seine Comics als Nachdrucke in verschiedenen Formaten. 1984 erschien Heft 197 der Serie Akim, mit dem Wäscher die Serie beendete, fünfundzwanzig Jahre nach dem zuletzt erschienen Heft 196. Ebenfalls für den Hethke zeichnete Hansrudi Wäscher Falk zu Ende: im Jahr 1988 wurden die Piccolo-Hefte Nr. 1–17 als Hethke Comic Gold Collection Nr. 1 und 2 im Albenformat neu aufgelegt. Im dritten Album erschien das neu gezeichnete Ende der Geschichte.
Für die Buchausgaben seiner Comics zeichnete Wäscher neue Titelbilder, ebenso wie für die „Sprechblase“, das Magazin des Hethke-Verlages. Im Laufe der Zeit erschienen auch wieder neue Abenteuer seiner alten Helden, zunächst in der „Sprechblase“. In diesem Magazin wurden außerdem Geschichten des neuen Helden Fenrir veröffentlicht. Die Serien wurden weitergeführt bis zum Tod Norbert Hethkes im Jahre 2007 und der nachfolgenden Schließung des Verlages. Die Hauptserien Sigurd, Nick, Falk und Tibor werden seitdem von verschiedenen Verlagen bis heute weitergeführt.
1993 wurde Wäscher mit dem Comic „Gewalttat“ als produktivster deutscher Comic-Zeichner in das Guinness-Buch der Rekorde aufgenommen. 2008 erhielt er auf dem Comic-Salon in Erlangen den Max-und-Moritz-Sonderpreis für seine Pionierleistung in der deutschen Comic-Geschichte. 2009 wurde ihm auf dem Comicfestival München für sein Lebenswerk PENG! – Der Münchner Comicpreis verliehen.
Am 7. Januar 2016 starb Hansrudi Wäscher im Alter von 87 Jahren in Freiburg im Breisgau.

## Auszeichnungen

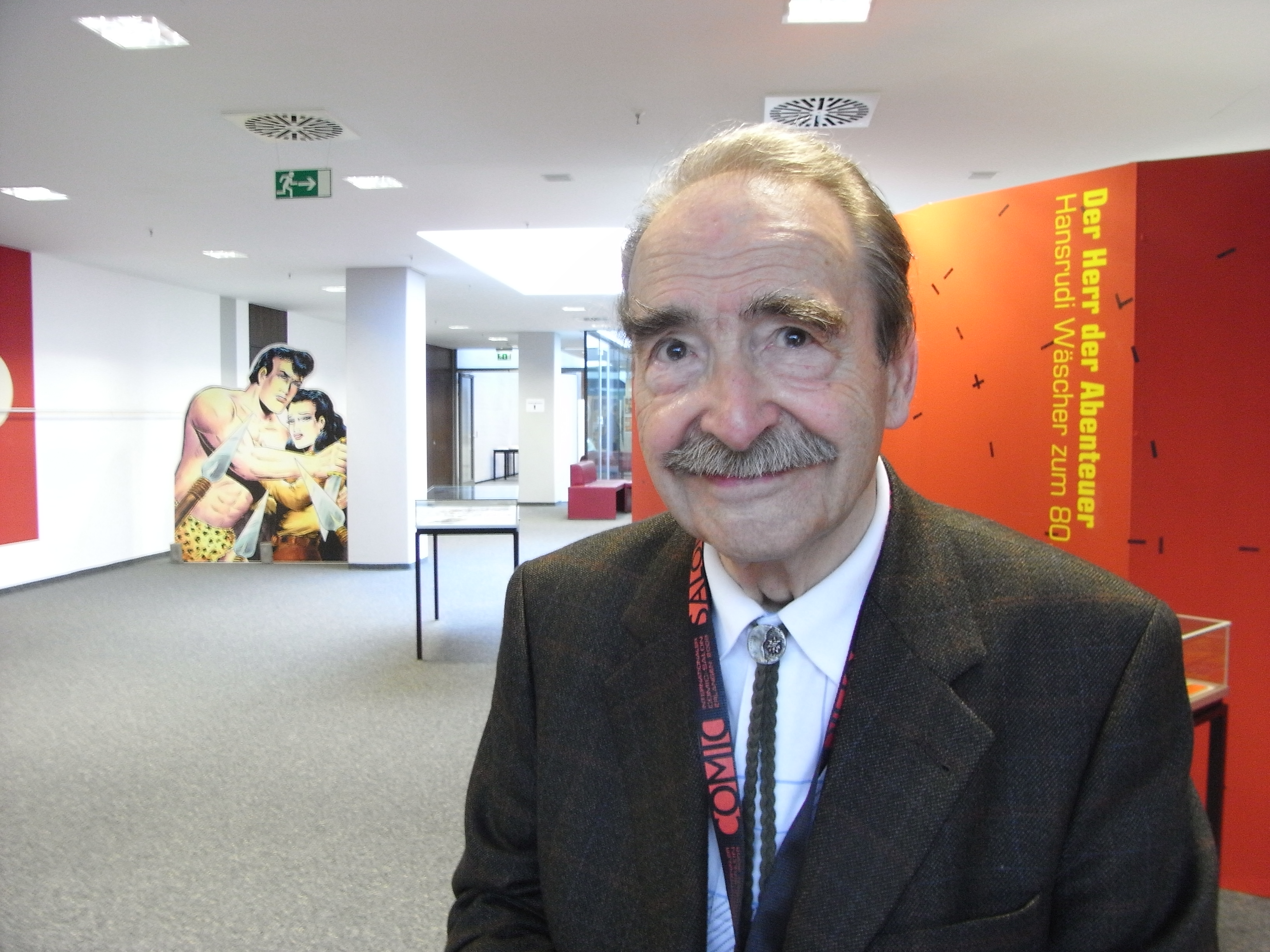
Hansrudi Wäscher auf dem Comic-Salon in Erlangen 2008

- Deutscher Fantasy-Preis 1999 „für seine Comicschöpfungen, mit denen er in der tristen Nachkriegszeit Licht in die Herzen der Kinder brachte“.
- Hansrudi Wäscher erhielt 2008 den Max-und-Moritz-Preis, die bedeutendste deutsche Auszeichnung für Comic-Künstler auf dem Internationalen Comic-Salon Erlangen.
- Zum Comicfestival München 2009 erschien eine Comic-Anthologie mit dem Titel Hommage an Hansrudi Wäscher – Pionier der Comics[8] unter der Beteiligung von 42 deutschen Zeichnern. Dabei wurde Hansrudi Wäscher mit dem „PENG!“-Comicpreis für sein Lebenswerk ausgezeichnet.
- Am 3. Juli 2025 wurde in Celle im Stadtteil Scheunen die Hansrudi-Wäscher-Straße eingeweiht.[9]

## Ausstellungen (Auswahl)
- auf dem Comic-Salon 2008 in Erlangen
- vom 4. Juli bis zum 27. Juli 2025 in Celle im Kulturhaus KulturTrif(f)t [10]

## Werke (Auswahl)
- Sigurd – Nr. 1–324, im Piccolo-Format, s/w mit farbigem Titelbild, seit 1953 im Walter Lehning Verlag
- Piccolo-Sonderband in Farbe – in sich abgeschlossene Abenteuer verschiedener Helden (23 Hefte von 33 gezeichnet von Wäscher), seit 1954
- Jörg – Nr. 1–20, im Kolibri-Format, seit 1954, später Hethke-Nachdruck als Softcover-Album Nr. 1–4
- Titanus – auch bekannt als Terry Star, Nr. 4 + 5, sowie Lederstrumpf (als Zweitserie in Titanus 4 + 5), später Hethke-Nachdruck als Sonderband
- Gert – Nr. 1–24, im Kolibri-Format, später Hethke-Nachdruck als Softcover-Album Nr. 1–4
- Akim – Herr des Dschungels, 1–3 (Piccolo), Abenteuer der Weltgeschichte (Nr. 27, 31, 32), seit 1955
- Akim – neue Abenteuer Nr. 1–196, im Piccolo-Format, s/w mit farbigem Titelbild, seit 1956
- Nick – der Weltraumfahrer – Nr. 1–139, im Piccolo-Format, s/w mit farbigem Titelbild, 2 Sigurd-Geschichten sowie 1 Akim-Geschichte in Harry – die bunte Jugendzeitung, seit 1958
- Nick – der Weltraumfahrer, Nr. 1–121 (Großbände in Farbe), seit 1959
- Tibor – Nr. 1–187, im Piccolo-Format, s/w mit farbigem Titelbild (Nachfolgeserie von Akim, wegen Lizenzrechten umbenannt), seit 1959
- Falk – Ritter ohne Furcht und Tadel – Nr. 1–164, im Piccolo-Format, s/w mit farbigem Titelbild, seit 1960
- Nizar – der Tiger Boy – Nr. 1–25 (Großbände in Farbe), seit 1962
- Sigurd – Neue Abenteuer, Nr. 125–257 (Großbände in Farbe). Die Großbände Nr. 1–124 sind mit Auslassung einiger Hefte Nachdrucke der Piccolos 1–324, seit 1963
- Bob und Ben – im Piccolo-Format s/w, Nr. 1–9, 1–14 (von 24 Heften als Großband von Wäscher), seit 1963
- Piccolo-Großband – 3 in 1, Nr. 1–90 mit Tibor 1–90, neue Geschichten mit Kit und Nachdruck von Nick (Piccolo 1–90), Sigurd-Sonderband (Großband mit Roman und z. T. Bildern von Wäscher), seit 1964
- Tibor-Sonderband (Großband mit Bildergeschichte und Roman), Bild Abenteuer, Nr. 1–50 (Großbände in Farbe), Nachdruck der Piccolo-Sonderbände (nicht alle von Wäscher), seit 1965
- Falk – Nr. 86–119 (Großbände in Farbe). Großbände Nr. 1–85 sind Nachdrucke der Piccolos Nr. 1–164, Nick-Sonderband (Großband, Nachdruck der GB 1 + 2 mit neuem Schluss), seit 1966
- Roy Stark, Nr. 1–18 (Großbände in Farbe), seit 1967
- Ulf – Der edle Ritter, Nr. 1–3 (farbige Großbände), Nizar, Nr. 1–3 (farbige Großbände), 1968 im Kölling Verlag
- Lasso – als farbiger Großband im Bastei-Verlag
- Buffalo Bill – als farbiger Großband im Bastei-Verlag (später bei Hethke als Softcover 1–10 und als Hardcover 1–10 (eigentlich 1–20); nicht alle Geschichten wurden nachgedruckt)
- Gespenster Geschichten – diverse Ausgaben (Großbände in Farbe), seit 1969 im Bastei Verlag, später als „Unglaubliche Geschichten“ als Hardcover Nr. 1–8 bei Hethke
- Titelbilder seiner vorstehend genannten Helden für die Sprechblase, das Magazin des Hethke-Verlags.
- Sigurd – Neue Abenteuer – erschienen zunächst in der Sprechblase, später als Sonderbände im Alben-Format
- Nick – Neue Abenteuer – erschienen zunächst in der Sprechblase, später als Sonderbände im Alben-Format
- Nizar – Neues Abenteuer – erschien nur in der Sprechblase
- Fenrir – erschien zunächst in der Sprechblase, später als Album Nr. 1–11 und ein Sonderband der eigentlichen Nr. 12
- Sigurd – Neue Abenteuer – Weiterführung der Serie im Piccolo-Format s/w, später Nachdruck in Sonderbänden in Farbe
- Sigurd – die Fortsetzung der Serie neu koloriert in Großbänden mit 4 verschiedenen Covern
- Falk – Neue Abenteuer – Weiterführung der Serie im Piccolo-Format s/w, Titelbild farbig
- Nick – Neue Abenteuer – Weiterführung der Serie im Piccolo-Format s/w und als Großband in Farbe
- Falk – Weiterführung der Serie als Großband im Götze-Verlag (Götze = Zeichner = HRW-Fanclub)
- Tibor – Weiterführung der Serie im Piccolo-Format s/w im Götze-Verlag
- Sigurd – Nick – Falk – Neue Abenteuer – Weiterführung der Serie im Piccolo-Format s/w im Ewald-Verlag auch Sonderbände und Doppel-Piccolos s/w (Ewald = HRW-Fanclub)
- Sigurd – Nick – Neue Abenteuer – Weiterführung der Serie als Großband s/w im Mohlberg-Verlag
- Sigurd – Sonderausgaben in Mini-Auflage im Wildfeuer-Verlag; Piccolos komplett farbig / Großbände Spezial = farbige Doppel-Piccolos (Wildfeuer = HRW-Fanclub)

## Fanclub
Schon Anfang der 90er Jahre gab es einen „Hansrudi Wäscher Fanclub“, geführt von Gotthard Zappe. In dieser Zeit erschienen Jahresbücher, z. B. 1993 SIGURD und 1994 NICK. Als Zappe nicht mehr wollte, gründete sich im September 1997 der „Hansrudi Wäscher Fanclub Bayern“, in welchem Zappe nun Mitglied ist. Der Club hat 151 Mitglieder und 4 Ehrenmitglieder (Stand: Dezember 2011). Der Verein hat den Zweck, die Freude an der Sammlerei zu erhöhen, nach dem Motto „Gemeinsam macht es mehr Spaß“. Viele der Mitglieder haben in ihrer Jugendzeit die Hefte von Hansrudi Wäscher gelesen. Zweimal im Jahr, jeweils vor oder nach der jeweiligen Comic-Messe Anfang Mai bzw. Anfang November in Köln, erscheint ein gleichnamiges, sehr umfangreiches Magazin. Auch hierfür zeichnete Wäscher häufig das Titelbild noch selbst und manchmal erschienen auch neue Bilder seiner alten Helden im Magazin.